# Contragambito Blumenfeld
|       |       |       |       |       |       |       |       |       |  |
|       | a8 rd | b8 nd | c8 bd | d8 qd | e8 kd | f8 bd | g8    | h8 rd |  |
| a7 pd | b7    | c7    | d7 pd | e7    | f7 pd | g7 pd | h7 pd |       |  |
| a6    | b6    | c6    | d6    | e6 pd | f6 nd | g6    | h6    |       |  |
| a5    | b5 pd | c5 pd | d5 pl | e5    | f5    | g5    | h5    |       |  |
| a4    | b4    | c4 pl | d4    | e4    | f4    | g4    | h4    |       |  |
| a3    | b3    | c3    | d3    | e3    | f3 nl | g3    | h3    |       |  |
| a2 pl | b2 pl | c2    | d2    | e2 pl | f2 pl | g2 pl | h2 pl |       |  |
| a1 rl | b1 nl | c1 bl | d1 ql | e1 kl | f1 bl | g1    | h1 rl |       |  |
|       |       |       |       |       |       |       |       |       |  |

El Contragambito Blumenfeld (ECO E10) es una interesante forma de luchar contra 1.d4. Fue «inventado» por el GM ruso Benjamín Márkovich Blumenfeld. Se trata de una gambito muy agresivo en el que las blancas deben jugar con mucha precisión. La idea es sacrificar un peón lateral para destruir el centro blanco y formar su propio centro móvil. Si las blancas aceptan el gambito se arriesgan a un fuerte ataque, pero si lo rechazan llegan a tener una posición cómoda. Proporciona partidas vivas y tácticas. Está relacionado con la Defensa Benoni y con el Gambito Volga.
Línea principal
1.d4 Cf6
2.c4 e6
3.Cf3 c5
4.d5 b5
1.d4 Cf6 2.c4 e6 3.Cf3 c5 4.d5 b5 5.dxe6 fxe6 6.cxb5 d5
1.d4 Cf6 2.c4 e6 3.Cf3 c5 4.d5 b5 5.Ag5
1.d4 Cf6 2.c4 e6 3.Cf3 c5 4.d5 b5 5.Ag5 exd5 6.cxd5 h6